# Pascal Baills
Pascal Baills (Perpiñán, Francia, 30 de diciembre de 1964) es un exfutbolista y entrenador de fútbol francés. Actualmente trabaja como entrenador asistente en el Montpellier HSC.

## Carrera como jugador
En su etapa como futbolista, Baills ocupaba la demarcación de lateral derecho. Formado en las categorías inferiores del Montpellier HSC, ganó la Copa de Francia con este equipo en 1990. Posteriormente jugó con el Olympique de Marsella, que fue campeón de la Ligue 1 en 1992. Luego se fue al RC Strasbourg y regresó al Montpellier HSC para colgar las botas en el 2000. Además, fue una vez internacional absoluto con Francia: jugó un partido contra Albania en 1991.

## Carrera como entrenador
Tras retirarse, comenzó su carrera como técnico dirigiendo al Montpellier HSC "C". En la temporada 2000-01, se convirtió en asistente en el primer equipo de la entidad, pero en octubre de 2002 fue nombrado coentrenador junto a Ghislain Printant y Gérard Bernardet, sustituyendo al cesado Michel Mézy. El equipo ocupó puestos de descenso durante 19 jornadas, pero finalmente terminó obteniendo la permanencia en la Ligue 1 2002-03. 
Tras esta experiencia, Baills volvió a ser asistente en la temporada siguiente y se encargó de entrenar los benjamines del club en 2004 y 2006.
En 2006, volvió a ser nombrado asistente, primero de Jean-François Domergue y luego de Rolland Courbis. En 2009, el equipo ascendió a la Ligue 1, y Baills continuó en el cuerpo técnico de René Girard (proclamándose campeones de la Ligue 1 en 2012), de Jean Fernandez y otra vez de Rolland Courbis, dirigiendo al equipo en un encuentro antes de la llegada de este último.
El 27 de diciembre de 2015, tras la dimisión de Rolland Courbis, Pascal Baills y Bruno Martini se hicieron cargo del Montpellier hasta final de temporada. Sin embargo, su aventura como máximo responsable del equipo del Languedoc-Rosellón fue muy breve. Pese a que debutó con victoria frente al Épernay en la Copa, perdió los 4 siguientes partidos: 3 de Liga, que arrastraron al equipo en los puestos de descenso; y otro del torneo del KO, que le costó la eliminación en la 4ª ronda. El 26 de enero de 2016, menos de un mes después de su nombramiento, fue relevado por Frédéric Hantz en el banquillo del Stade de la Mosson.
El 23 de mayo de 2017, fue nombrado asistente del nuevo técnico del Montpellier, Michel Der Zakarian. Continuó desempeñando dichas funciones con los siguientes entrenadores del club, Olivier Dall'Oglio y Romain Pitau.

## Clubes

### Como jugador
| Club                  | País    | Año       | Partidos | Goles |
| --------------------- | ------- | --------- | -------- | ----- |
| Montpellier HSC       | Francia | 1983-1991 | 264      | 8     |
| Olympique de Marsella | Francia | 1991-1992 | 20       | 0     |
| RC Strasbourg         | Francia | 1992-1995 | 108      | 3     |
| Montpellier HSC       | Francia | 1995-2000 | 161      | 1     |

### Como entrenador
| Club                      | País    | Año       | P  | PG | PE | PP | % v.  |
| ------------------------- | ------- | --------- | -- | -- | -- | -- | ----- |
| Montpellier HSC "C"       | Francia | 2000-2001 |    |    |    |    |       |
| Montpellier HSC (adjunto) | Francia | 2001-2002 | 46 | 12 | 17 | 19 | 26.09 |
| Montpellier HSC           | Francia | 2002-2003 | 29 | 8  | 7  | 14 | 27.59 |
| Montpellier HSC (adjunto) | Francia | 2003-2004 | 41 | 9  | 7  | 25 | 21.95 |
| Montpellier HSC (cantera) | Francia | 2004-2006 |    |    |    |    |       |
| Montpellier HSC (adjunto) | Francia | 2006-2015 |    |    |    |    |       |
| Montpellier HSC           | Francia | 2016      | 5  | 1  | 0  | 4  | 20    |
| Montpellier HSC (adjunto) | Francia | 2017-2023 | 65 | 23 | 25 | 17 | 35.38 |